# Skorki
Skorki (prononciation : [ˈskɔrki]) est un village polonais de la gmina de Somianka dans le powiat de Wyszków de la voïvodie de Mazovie dans le centre-est de la Pologne.
Il se situe à environ 4 kilomètres au nord de Somianka (siège de la gmina), à 12 kilomètres à l'ouest de Wyszków (siège du powiat) et à 47 kilomètres au nord-est de Varsovie (capitale de la Pologne).

## Histoire
De 1975 à 1998, le village faisait partie du territoire de la voïvodie d'Ostrołęka.

Depuis 1999, Skorki est situé dans la voïvodie de Mazovie.